# Rovsing-Zeichen
Als Rovsing-Zeichen (nach Niels Thorkild Rovsing, dänischer Chirurg, 1862 bis 1927) bezeichnet man die bei einer Appendizitis („Blinddarmentzündung“) im Bereich des rechten Unterbauchs auslösbaren Schmerzen, die durch das rückwärts gerichtete Ausstreichen des Dickdarms (Colon) gegen den Uhrzeigersinn (zum Wurmfortsatz hin) entstehen. Das Auslösen des Rovsing-Zeichens ist nicht spezifisch für die Appendizitis, ebenso wenig wie die Nicht-Auslösbarkeit eine solche ausschließt. Das Zeichen ist daher nur im Kontext mit anderen klinischen Befunden zu verwerten.
Aufgrund der Gefahr einer Verschlimmerung der Entzündung oder Perforation wird empfohlen, diesen Test nicht mehr durchzuführen.
Perman-Zeichen nach schwedischem Chirurg Emil Perman 1856–1945. Schmerzen rechts Seitenbauch durch Palpation über links fossa illacta 1904.
- Blumberg-Zeichen